# Xamí
Xamí (en rus: Шамы) és un poble del krai de Krasnoiarsk, a Rússia, segons el cens del 2010 tenia 21 habitants. Pertany al districte municipal d'Aguínskoie.